# Universitätsbrücke (Innsbruck)
Die Universitätsbrücke ist eine Straßenbrücke über den Inn in Innsbruck. Die 1930–1932 errichtete, denkmalgeschützte Brücke verbindet die Höttinger Au am linken mit der Innenstadt am rechten Innufer. Ihren Namen hat sie von den am südlichen Brückenkopf gelegenen Gebäuden der Universität Innsbruck.

## Geschichte
Bereits 1900 plante die damals noch eigenständige Gemeinde Hötting im Zuge der Erschließung der Höttinger Au eine Betonbrücke über den Inn. Die einzige Verbindung zwischen Innsbruck und der Höttinger Au war bis dahin die Innbrücke, über die im Jahr 1909 täglich rund 1500 bis 2000 Fuhrwerke und 30.000 Personen verkehrten. 1912 einigten sich Staat, Land, Innsbruck und Hötting auf den Bau. Die Vorbereitungen wurden jedoch durch den Ausbruch des Ersten Weltkriegs gestoppt. Erst 1930 wurde von der Stadt Innsbruck als Bauherr mit dem Bau nach neuen Plänen begonnen. Für die architektonische Gestaltung wurde ein Wettbewerb ausgeschrieben. Franz Baumann erhielt den ersten Preis und sein Entwurf wurde umgesetzt. Am 15. Februar 1930 führten Bürgermeister Franz Fischer, Propst Josef Weingartner und der Höttinger Bürgermeister Johann Hinterwaldner den ersten Spatenstich durch. Im Februar 1932 war die Brücke fertiggestellt und konnte dem Verkehr übergeben werden. Von den Kosten übernahm der Bund 203.433 Schilling, das Land 204.933 Schilling, die Stadt Innsbruck 262.784 Schilling und die Gemeinde Hötting 187.613 Schilling.
2011/12 wurden Straßenbahngeleise über die Brücke gelegt und diese saniert und umgebaut. Die Gehsteige wurden verbreitert und darin die Radwege integriert, die Sockel der Brückengeländer wurden erhöht.

## Beschreibung
Die Universitätsbrücke ist eine Bogenbrücke aus Stahlbeton mit einem Flusspfeiler, zwei Dreigelenksbögen und Widerlagern aus Granitmauerwerk. Das Geländer ist aus Eisen über einem Sockel aus Kunststein. Die ursprüngliche, auf dem Geländer befestigte eiserne Brückenbeleuchtung ist nicht mehr vorhanden. Die Gesamtlänge beträgt 96,5 m, die Gesamtbreite 18,5 m.

## Verkehr
Die Universitätsbrücke ist Teil der Tiroler Straße (B 171), die hier Blasius-Hueber-Straße heißt und eine wichtige Verbindung für den innerstädtischen Verkehr darstellt. Von 2012 bis 2018 führte die Straßenbahnlinie 3 über die Brücke in die Höttinger Au. Nun verkehren die Straßenbahnlinien 2 und 5 über die Brücke.